# Brit Hotel
Pour les articles homonymes, voir Brit (homonymie).
Brit Hotel est un réseau d'hôtels indépendants français de gamme 2, 3 et 4 étoiles. En 2024, il compte 179 hôtels en France, représentant plus de 8 100 chambres, dont 154 hôtels affiliés et 25 en filiale.
Brit Hotel se décline en 3 gammes : 
- Brit Hotel Essentiel, hôtels 2 étoiles économiques,
- Brit Hotel Confort, hôtels 2 à 3 étoiles,
- Brit Hotel Privilège, hôtels 3 à 4 étoiles.

Le réseau est animé par la société Brit Hotel Développement.

## Histoire
La marque Brit Hotel a été créée en 1993 par la société familiale bretonne Couédic Madoré, une entreprise d'équipements pour abattoirs et unités de désossage-découpe de viandes et basée à Plémet. À la suite du rachat de deux établissements en 1999 à Rennes où se trouve la plate-forme de réservation du groupe, la société a décidé de développer la marque en créant un réseau.
En décembre 2009, le réseau propose 40 % des hôtels en Bretagne mais aussi dans le reste de la France[pas clair],.
En 2015, la chaîne modernise son identité visuelle et introduit une segmentation de ses établissements en trois gammes et un nouveau logo.
Brit Hotel fait son entrée en 2017 dans le Top 10 des groupes hôteliers français quant au nombre de chambres .
En 2019, le réseau est composé de 150 hôtels de catégorie 2, 3 et 4 étoiles dont 23 établissements en filiale.
Avec un chiffre d'affaires de 12 millions d'euros, l'enseigne se positionne comme le 8e groupe hôtelier français,.
En 2022, le groupe lance son programme de fidélité national, accessible à l’ensemble des clients du réseau, pour renforcer la relation client et valoriser les séjours répétés. Cette même année, son Directeur Général Guy Gérault participe à l’émission Patron Incognito sur M6, offrant une visibilité nationale sur les réalités du terrain .
En 2024, avec 180 établissements, Brit Hotel devient la 7ᵉ chaîne hôtelière française en nombre de chambres. 

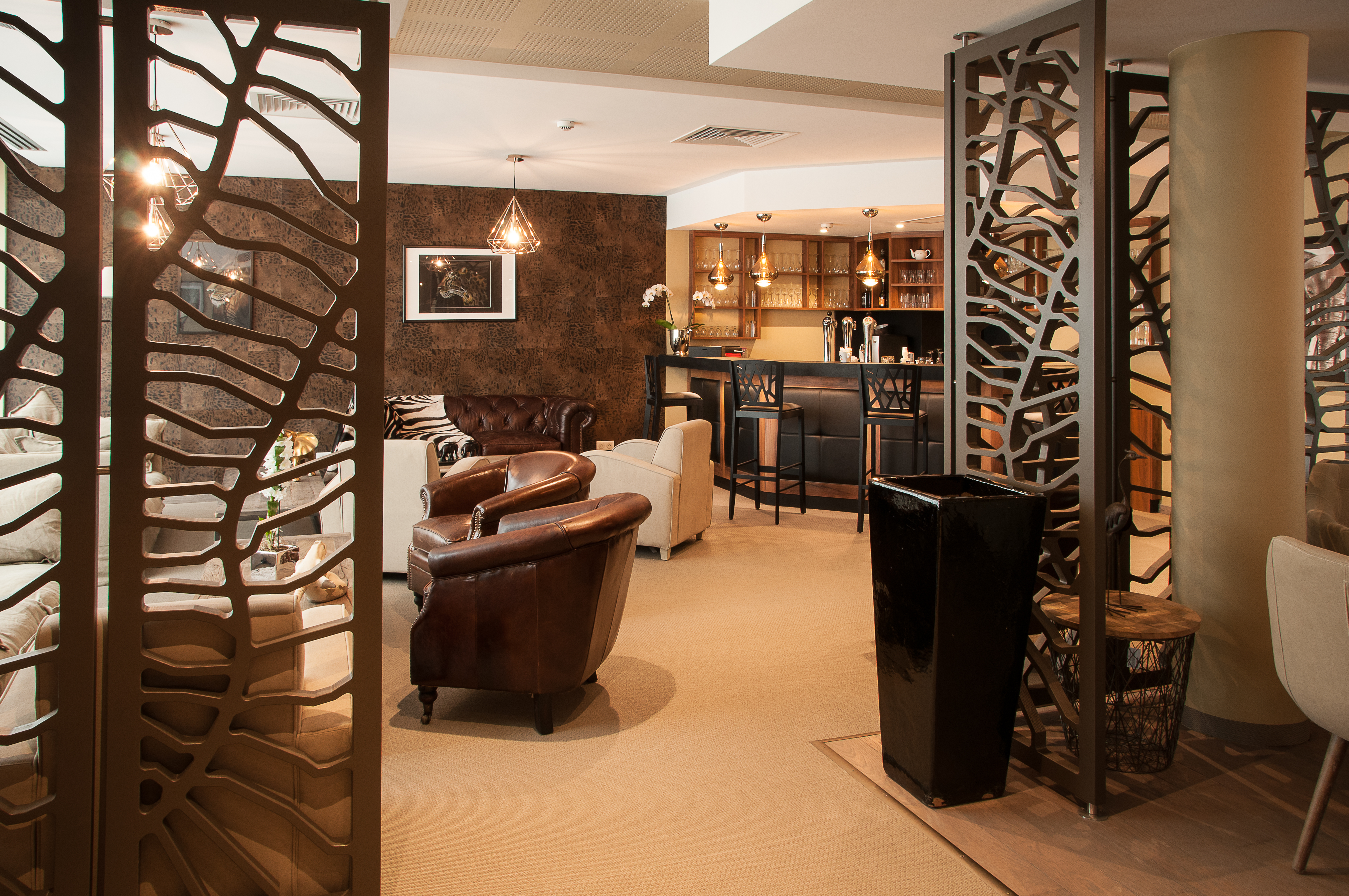
Le Brit Hotel Le Lodge à Strasbourg, Bas-Rhin.